# Ucieczka gangstera (film 1972)
Ucieczka gangstera (ang. The Getaway) – film Sama Peckinpaha z 1972 roku, będący adaptacją powieści Jima Thompsona. W roku 1994 doczekał się remake'u w reżyserii Rogera Donaldsona.

## Fabuła
Doc McCoy, dzięki wstawiennictwu żony u skorumpowanego biznesmena Jacka Beynona, po kilku latach w więzieniu wychodzi na wolność. W zamian musi jednak obrabować bank. Niestety napad się nie udaje, a małżeństwo musi uciekać przed policją i gangsterami.

## Obsada
- Steve McQueen – Doc McCoy
- Ali MacGraw – Carol McCoy
- Ben Johnson – Jack Beynon
- Al Lettieri – Rudy Butler